# Sciences mésopotamiennes
Pour un article plus général, voir Mésopotamie.
Les sciences mésopotamiennes témoignent des premiers fondements des disciplines scientifiques, correspondant aux premières civilisations de la région.
La Mésopotamie (du grec Μεσοποταμία, Mesopotamía, de μεσο, meso « milieu, entre » et ποταμός, potamós, « fleuve » : désigne le pays « entre deux fleuves ») est une région du Moyen-Orient située entre le Tigre et l'Euphrate. Elle correspond pour sa plus grande part à l'Irak actuel et désigne une période historique du Néolithique. Considérée comme la région géographique la plus prospère des débuts de l'humanisation, la Mésopotamie a procuré à l'Histoire les premiers systèmes mathématiques.

## Premières traces
Les premières traces d'activités scientifiques datent des premières grandes civilisations humaines du Néolithiques. Pour André Pichot, dans La Naissance de la science, la science naît en Mésopotamie, vers 3500 av. J.-C., principalement dans les villes de Sumer et d'Élam. Cette période est caractérisée par la découverte des techniques métallurgiques, qui conduisent aux premières interrogations sur la matière, à travers les expériences d'alchimie. La fabrication d'émaux date ainsi de 2000 av. J.-C. 

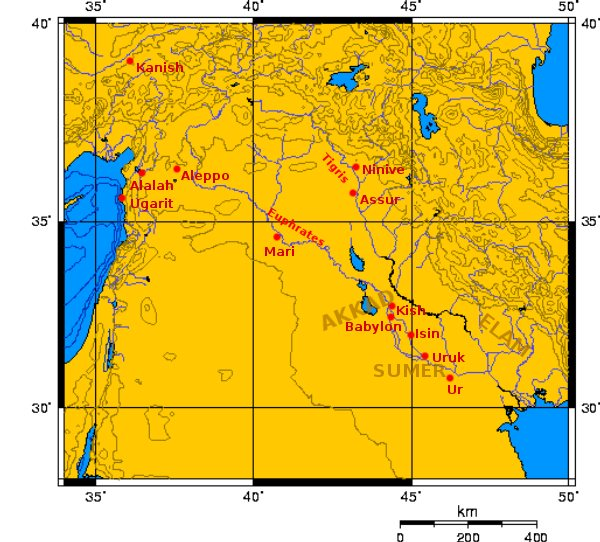
La Mésopotamie.

## Un préalable: l'écriture cunéiforme
Mais l'innovation la plus importante provient de l'invention de l'écriture cunéiforme (en forme de clous), qui, par les pictogrammes, permet la reproduction de textes, la manipulation abstraite de concepts également. La numération est ainsi la première méthode scientifique à voir le jour, sur une base 60 (gesh), permettant de réaliser des calculs de plus en plus complexes, même si elle reposait sur des moyens matériels rudimentaires. L'écriture se perfectionnant (période dite akadienne), les sumériens découvrent les fractions ainsi que la numération dite « de position », permettant le calcul de grands nombres. Le système décimal apparaît également, via le pictogramme du zéro initial, ayant la valeur d'une virgule pour noter les fractions. 

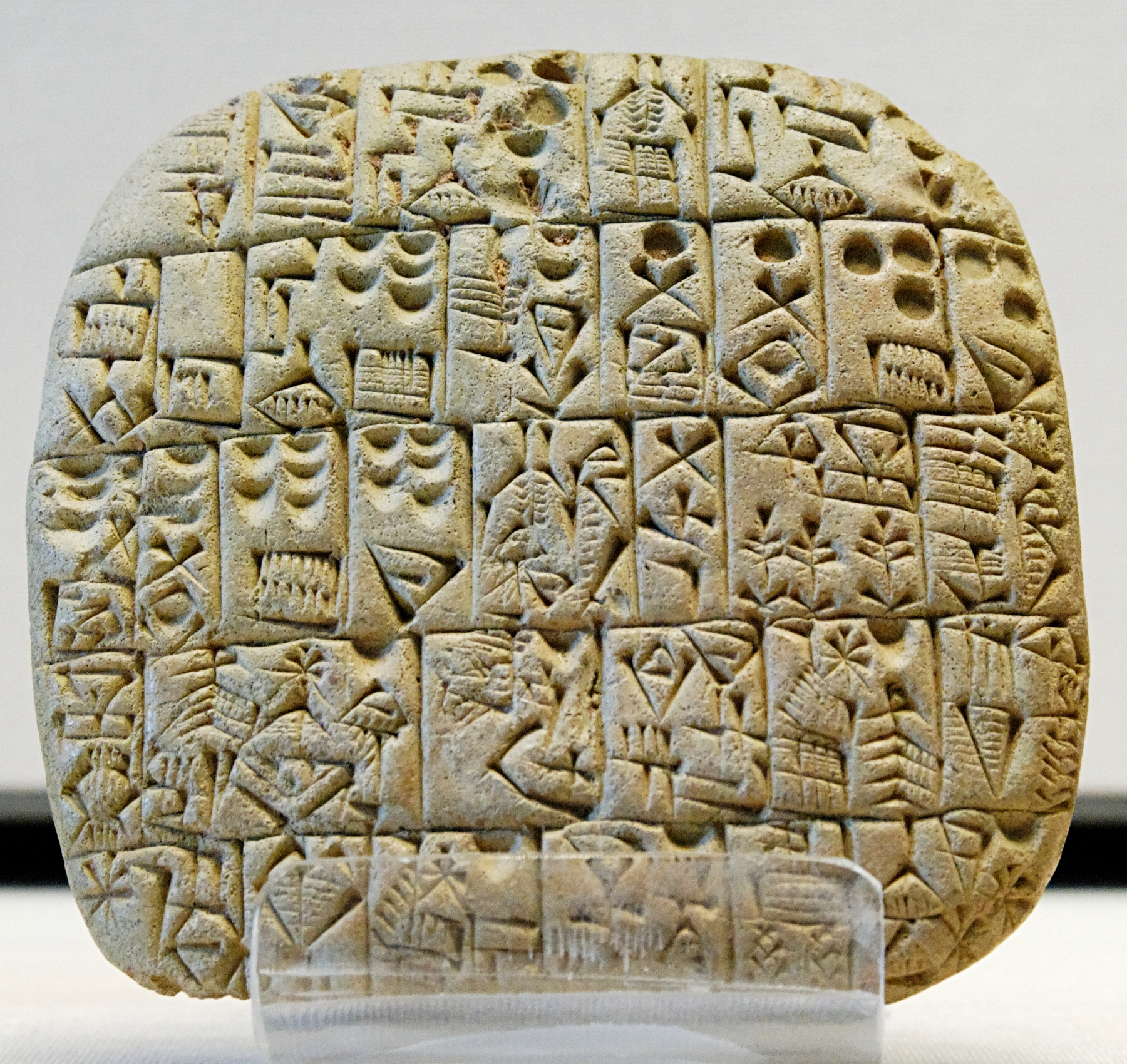
Une tablette d'argile en écriture cunéiforme

## Les sciences mésopotamiennes
La civilisation mésopotamienne aboutit ainsi à la constitution des premières sciences telles : la métrologie, très adaptée à la pratique, l'arithmétique (découvertes de planches à calculs permettant les opérations de multiplication et de division — ou tables d'inverses pour cette dernière ; mais aussi des puissances, racines carrées, cubiques ainsi que les équations du premier degré, à une et deux inconnues), la géométrie (calculs de surfaces, théorèmes), l'astronomie enfin (calculs de mécanique céleste, prévisions des équinoxes, constellations, dénomination des astres). La médecine a un statut particulier ; elle est la première science « pratique », héritée d'un savoir-faire tâtonnant,.
Les sciences étaient alors le fait des scribes, qui, note Pichot, se livraient à de nombreux « jeux numériques » qui permettaient de lister les problèmes, cependant, les sumériens ne pratiquaient pas la démonstration. Dès le début, les sciences mésopotamiennes sont assimilés à des croyances, comme l'astrologie ou la mystique des nombres, qui deviendront des pseudo-sciences ultérieurement. L'histoire de la science étant très liée à celle des techniques, les premières inventions témoignent de l'apparition de l'abstraction scientifique. La Mésopotamie crée ainsi les premiers instruments de mesure, du temps et de l'espace (gnomon, clepsydre, polos). Si cette civilisation a joué un rôle majeur, elle n'a pas cependant connue la rationalité puisqu'elle « n'a pas encore été élevée au rang de principal critère de vérité, ni dans l'organisation de la pensée et de l'action, ni a fortiori — dans l'organisation du monde ».

Les nombres babyloniens.